# Cool Air (film din 2006)
Cool Air (alt titlu: H.P. Lovecraft's Cool Air) este un film american de groază din 2006 regizat de Albert Pyun. Rolurile principale au fost interpretate de actorii Morgan Weisser, Crystal Laws Green, Jenny Dare Paulin, Norbert Weisser și Wendy Phillips. Scenariul este scris de Cynthia Curnan după o povestire omonimă din 1928 de H. P. Lovecraft.

## Prezentare
Charlie Baxter este un scenarist de filme SF/horror fără succes, în căutarea unui scenariu care să-i aducă faima.  El se cazează într-un conac prăpădit undeva în munții izolați de lângă Malibu. Aici află că în camera de deasupra sa locuiește un misterios doctor, Shockner, care face experimente ciudate...

## Distribuție
- Morgan Weisser - Charles Baxter
- Crystal Laws Green - Shockner
- Jenny Dare Paulin -  Estella
- Norbert Weisser - Deltoid
- Wendy Phillips - Mrs. Baxter